# Réal Lapierre
Pour les articles homonymes, voir Lapierre.
Réal Lapierre B.A. (né le 5 août 1944) est un enseignant et homme politique municipal et fédéral du Québec.

## Biographie
Né à Saint-Charles-de-Bellechasse dans la région de Chaudière-Appalaches, il débuta en politique en devenant conseiller de la municipalité de Beaumont de 1971 à 1974, ainsi que maire de 1974 à 1985 et de 1994 à 2004. Il fut aussi préfet de la municipalité régionale de comté de Bellechasse de 2001 à 2004. 
Élu député du Bloc québécois dans la circonscription de Lévis—Bellechasse en 2004, il fut défait par le conservateur Steven Blaney en 2006. Durant son passage à la Chambre des communes, il fut porte-parole adjoint en matière d'infrastructure de 2004 à 2006.